# Austrochaperina septentrionalis
Austrochaperina septentrionalis är en groddjursart som beskrevs av Allison och Kraus 2003. Austrochaperina septentrionalis ingår i släktet Austrochaperina och familjen Microhylidae. IUCN kategoriserar arten globalt som otillräckligt studerad. Inga underarter finns listade.